# إمارة آل يزيد
إمارة آل يزيد أو إمارة جبل عسير هي إمارة حكمت مدينة أبها ثم توسعت في حكمها بعدما قاومت الأتراك وصدت حملاتها على المنطقة حتى أصبحت تشمل أغلب مناطق جنوب الجزيرة العربية فحكم منهم حاكمان الأول هو مؤسس الإمارة سعيد بن مسلط والثاني هو علي بن مجثل استمرت الإمارة من عام 1239 هـجري إلى 1249 هـجري ثم انتقل الحكم إلى قريبهم عائض بن مرعي في نفس السنة ليؤسس إمارة عرفت باسم إمارة آل عائض ويستقل فرع أسرته آل عائض بالحكم.

## قائمة الأمراء
- سعيد بن مسلط اليزيدي (من سنة 1239 هـ إلى سنة 1242 هـ).
- علي بن مجثل اليزيدي (من سنة 1242 هـ إلى سنة 1249 هـ).
- عائض بن مرعي اليزيدي (من سنة 1249 هـ إلى سنة 1272 هـ).
- محمد بن عائض اليزيدي ( من سنة 1272 هـ إلى سنة سقوط الإمارة في عام 1289 هـ ) . 
  - في عام 1289 هجري استقل الأتراك بالحكم في منطقة عسير بعد سقوط الإمارة واستمرت السيطرة العثمانية على المنطقة ما يقارب 50 سنة حتى خروجها في عام 1337 هجري .